# Claoxylon nervosum
Claoxylon nervosum är en törelväxtart som beskrevs av Ferdinand Albin Pax och Käthe Hoffmann. Claoxylon nervosum ingår i släktet Claoxylon och familjen törelväxter. Inga underarter finns listade i Catalogue of Life.